# Luciano Avellino
Luciano Andrés Avellino (Rosario, 12 dicembre 1988) è un giocatore di calcio a 5 argentino.

## Carriera
Centrale utilizzato all'occorrenza come laterale difensivo, inizia a giocare a calcio a 5 nell'Echesortu, partecipando a diverse competizioni non riconosciute dall'AFA. In possesso della cittadinanza italiana, si trasferisce appena maggiorenne in Italia dove esordisce in Serie A2 con la maglia del Domus Chia. Con gli isolani gioca dal febbraio al dicembre del 2009 per poi trasferirsi al Latina. Insieme ai connazionali Lucas Maina, Damián Stazzone e più tardi Gerardo Battistoni, va a formare l'ossatura di una squadra capace di scalare le categorie minori, passando dalla Serie B alla Serie A in appena tre anni. L'affidabilità dimostrata con la maglia pontina gli valgono la convocazione nella Nazionale di calcio a 5 dell'Argentina, con cui debutta nel giugno 2014. Il 10 dicembre 2016 è autore di una tripletta nella sfida di campionato contro il Pescara, tra cui due gol messi a segno nei minuti finali.
Dopo otto anni a Latina, nella stagione 2017/18 vieni acquistato dal Kaos Reggio Emilia dove nel suo primo anno conquista la Coppa Divisione.
Nel 2018 arriva in Abruzzo per difendere i colori del Acqua e Sapone, dove vince la Supercoppa 2018 e la coppa Italia 2019.

## Palmarès
- Coppa Italia: 1
A&S: 2018-19
- Supercoppa italiana: 1
A&S: 2018
- Coppa della Divisione: 1
Kaos: 2017-18
- Campionato di Serie A2: 1
Latina: 2013-14 (girone B)
- Campionato di Serie B: 1
Latina: 2011-12 (girone E)